# Мусил, Франтишек
Франтишек Мусил (чеш. František Musil; 17 декабря 1964, Високе-Мито, Чехословакия) — чешский хоккейный функционер, тренер; в прошлом — профессиональный чехословацкий и чешский хоккеист, защитник. Обладатель медалей всех трёх достоинств чемпионатов мира; участник двух розыгрышей Кубка Канады; чемпион Чехословакии 1985 года. С 2002 года работает скаутом клуба НХЛ «Эдмонтон Ойлерз». Сыновья Франтишека Мусила, Адам и Давид, являются профессиональными хоккеистами.

## Игровая карьера

### Клубная карьера
Хоккейную карьеру Франтишек Мусил начинал в Пардубице. За одноименный клуб он дебютировал в сезоне 1980/81, сыграв два матча. В «Пардубице» он провёл ещё три сезона, после чего перешёл в клуб чешской армии «Дукла». Вместе с «Дуклой» Мусил выиграл чемпионат Чехословакии в 1985 году. В 1986 году Мусил эмигрировал в США.
На драфте НХЛ 1983 года «Миннесота Норт Старз» выбрала Франтишека Мусила во втором раунде. За «Миннесоту» Мусил дебютировал в 1986 году. Всего за «звёзд» он провёл четыре полных сезона.
26 октября 1990 года «Миннесота» обменяла Мусила в «Калгари Флэймз» на защитника Брайана Глинна. Из-за локаута в НХЛ начало сезона 1994/95 Мусил провёл в пражской «Спарте» и немецком клубе «Фюксе Сакзен».
7 октября 1995 года «Калгари» обменял Мусила в «Оттаву Сенаторз» на право выбора в четвёртом раунде драфта 1997 года.
9 марта 1998 года «Оттава» обменяла Мусила в «Эдмонтон Ойлерз» на защитника Скотта Фергюсона. 2 октября 1999 года Мусил получил травму спины, из-за которой был вынужден пропустить полностью сезон 1999/00. Мусил восстановился от травмы к началу сезона 2000/01, но 7 января 2001 года в матче против «Коламбуса» он травмировал шею, из-за чего пропустил остаток сезона.

### В сборной
В составе юниорской сборной Чехословакии Мусил участвовал в двух чемпионатах Европы, где дважды выиграл серебряные медали. В составе молодёжной сборной Чехословакии Мусил также выиграл два серебра мировых первенств.

Участник ЧМЕ 1983, 1985, 1986, 1991, 1992, 1994 (47 матчей, 6 голов). Кубка Канады 1984 (5 матчей).

Лудек Букач в 1983 году пригласил Мусила в сборную Чехословакии для участия в чемпионате мира в ФРГ. На том первенстве Франтишек провёл четыре матча и завоевал серебряную медаль. На следующем чемпионате мира, проходившем в 1985 году в Чехословакии, Мусил вместе со сборной выиграл золото.

## Тренерская карьера
В 2002 году Мусил стал работать скаутом в системе «Эдмонтон Ойлерз». В 2011 году на драфте НХЛ «Эдмонтон» во втором раунде выбрал его сына, Адама Мусила. По словам Франтишека, никакой протекции с его стороны не было.
С 2006 по 2008 год Мусил работал в сборной Чехии ассистентом главного тренера Алоиса Гадамчика. В 2013 году Мусил был опять приглашён Гадамчиком на должность ассистента для подготовки сборной к Олимпийским играм в Сочи.

## Семья
Жена Франтишека Мусила Андреа Голикова — дочь известного чешского хоккеиста и тренера Ярослава Голика. У них трое детей: дочь Дана и сыновья Давид и Адам. В 2011 году Адама на драфте НХЛ выбрал «Эдмонтон Ойлерз», а в 2015 году Давида — «Сент-Луис Блюз».
Франтишек Мусил живёт в Йиглаве.

## Достижения

### Командные
Чехословацкая экстралига
| Год  | Команда         | Достижение           |
| ---- | --------------- | -------------------- |
| 1985 | Дукла (Йиглава) | Чемпион Чехословакии |

Чешская экстралига
| Год  | Команда         | Достижение                          |
| ---- | --------------- | ----------------------------------- |
| 2002 | Дукла (Йиглава) | Серебряный призёр первой лиги Чехии |

Международные
| Год        | Команда              | Достижение                                         |
| ---------- | -------------------- | -------------------------------------------------- |
| 1981, 1982 | Чехословакия (до 18) | Серебряный призёр юниорского чемпионата Европы (2) |
| 1982, 1983 | Чехословакия (до 20) | Серебряный призёр молодёжного чемпионата мира (2)  |
| 1984       | Чехословакия (до 20) | Бронзовый призёр молодёжного чемпионата мира       |
| 1983       | Чехословакия         | Серебряный призёр чемпионата мира и Европы         |
| 1985       | Чехословакия         | Чемпион мира                                       |
| 1985       | Чехословакия         | Серебряный призер чемпионата Европы                |
| 1992       | Чехословакия         | Бронзовый призёр чемпионата мира                   |

### Личные
Международные
| Год  | Команда              | Достижение                                                 |
| ---- | -------------------- | ---------------------------------------------------------- |
| 1984 | Чехословакия (до 20) | Попадание в сборную всех звёзд молодёжного чемпионата мира |
| 1992 | Чехословакия         | Попадание в сборную всех звёзд чемпионата мира             |

- Список достижений приведён по данным сайта Eliteprospects.com.